# Barbens
Barbens è un comune spagnolo di 808 abitanti situato nella comunità autonoma della Catalogna.